# Фінгерборд

Фінгерборд

Фі́нгеборд (англ. Fingerboard — finger — палець, board — дошка) — зменшена копія (приблизно у масштабі 1:8) працюючого скейтборду, призначена для катання на пальцях рук і виконання трюків.

## Деталі фінгерборда

### Дека (Дошка)
Як було сказано вище, дошка може бути різних форм і розмірів. Також дошки фінгербордів поділяють за матеріалом деки:
- Пластик(частіше tech deck або репліки китайського виробництва)
- Дерево(tech deck, berlinwood або турбо-фінгерборд

На даний момент існує дуже велика кількість фірм, що виробляють дерев'яні деки для фінгерборда, але найбільш відомими є фірми Berlin Wood і Flate Face. Також популярні фінгерборди Турбо.

### Підвіски
Підвіска, у свою чергу, складається з декількох деталей:
- Платформа підвіски (base)
- Кінгпін (kingpin)
- Амортизатори (bushings)
- Прокладки для підвіски (pivot caps)

На професійних підвісках е вошери.

### Колеса
Колеса фінгерборда можуть бути виконані з пластику або поліуретану, а так само мати підшипники або втулки.
- Пластикові колеса фінгерборда створюють досить гучні клацання при катанні і можуть тріснути при сильному ударі.
- Поліуретанові колеса більш м'які, менше шумлять при катанні. Наявність всередині підшипника зменшує тертя і люфт. До недоліків можна віднести лише їх більш високу ціну.

### Гріп тейп (Шкірка)
Існує два види шкірки для фінгерборда: riptape (неопрен) і griptape (наждачний папір).
- Гріптейп (Grip Tape) — має гарне зчеплення з пальцями, і збільшує схожість зі скейтбордами.
- Ріптейп (Rip Tape) — дає набагато краще зчеплення, приємніша на дотик, ніж наждакова поверхня, але набагато дорожче, проте більш довговічна.

## Історія появи
Наприкінці 1970-х років Robert Lance Mountain винайшов нову розвагу — фінгерборд. У 1985 році Lance Mountain написав статтю «Як зробити фінгер-скейтборд» в журналі TransWorld's SKATEboarding, що і дало старт новому популярному хобі. Звичайно, перші фінгерборди сильно відрізнялися від нинішніх. Зараз такі фінгери називають олд-скульними («old-school», дослівно «стара школа») — вони мають велику схожість з першими фінгербордами.
А сам фінгербордінг (англ. fingerboarding) почався в 1998 році в Каліфорнії. І як не парадоксально це звучить — появи на світ першої мініатюрної дошки посприяла погана погода. Юний скейтер з Каліфорнії — Стівен Ашер (Steven Asher), змушений залишитися вдома через дощ, змайстрував маленьку подобу скейтборду, зробив з підручних матеріалів підвіски, колеса і навіть наніс на свій фінгер-скейтборд графіку. Катався він на ньому двома пальцями, як і повелося — безіменним і середнім, і робив ті ж трюки що і на сьогоденні. Результат навіть перевершив очікування — на пальчиковій дошці виходили не тільки всі стандартні трюки, але і безліч оригінальних.
Пітер Ашер, батько Стівена був ветераном іграшкової індустрії на той момент. Ідея сина йому сподобалася, тому що скейтбординг вже набрав популярність в США, і така розвага могло прийти до душі каліфорнійським підліткам. Так з'явилися фінгерборди Tech Deck.
Але що буде відрізняти Tech Deck від інших фінгербордів? У Стівена була відповідь. Вони повинні бути майже повністю схожі на справжні скейтборд. Численні відвідування Скейтшопу допомогли з'ясувати найпопулярніші скейт бренди, такі як: Birdhouse, World Industries або Blind. Засновники Tech Deck спробували зв'язатися і домовитися з компаніями про взяття ліцензії на виробництво фінгербордів під їхньою маркою. Але це було дуже непросто. За щасливим збігом обставин, вдалося отримати першу ліцензію від World Industries, і з часом все пішло само собою.
Починаючи з 1990-х років, великі виробники усвідомили потенціал цієї іміджевої продукції, і почали велике виробництво. В даний момент на фінгерах TechDeck красується більше 4000 різних графік від таких компаній як World Industries, Blind, A-Team, Birdhouse, Zero, Element, Alien Workshop, Maple, Zoo York, Foundation, DarkStar та інших. Компанія пройшла довгий шлях з дощового каліфорнійського дня до нинішніх днів, коли продано вже понад 50 мільйонів фінгербордів Tech Deck по всьому світу. І інтерес до фінгерборда тільки підвищується.